# Cattedrale di Nostra Signora dell'Assunzione (Asunción)
La cattedrale di Nostra Signora dell'Assunzione (in spagnolo: Catedral de la Nuestra Señora de la Asunción) o Cattedrale metropolitana di Asunción (in spagnolo: Catedral metropolitana de Asunción) è il principale edificio di culto cattolico di Asunción, capitale del Paraguay. Situata nello storico barrio di La Catedral, è la chiesa principale dell'arcidiocesi di Asunción, la più antica per data d'istituzione nel bacino del Río de la Plata.
Nel 2009 è stata proclamata tesoro del Patrimonio Culturale Materiale di Asunción.

## Storia
Una prima chiesa, dedicata all'Incarnazione, fu costruita nel 1539, dopo soli due anni dalla fondazione ufficiale della città da parte dei colonizzatori spagnoli. Tuttavia questo primo edificio andò completamente distrutto nel corso dell'incendio che bruciò Asunción il 4 novembre 1543. Il governatore Álvar Núñez Cabeza de Vaca ordinò così la ricostruzione di un nuovo tempio, più ampio, che fu consacrato alla Santissima Vergine il 10 gennaio 1548. La posizione della chiesa, presso il fiume Paraguay, la rese tuttavia vittima delle calamità naturali come piogge ed inondazioni. Pertanto, nel 1687 l'edificio fu demolito e ricostruito nella posizione attuale, più riparata dalle acque del Paraguay. La nuova cattedrale fu consacrata il 30 novembre 1689.
Con la salita al potere dei consoli Carlos Antonio López e Mariano Roque Alonso iniziarono ad essere presi in considerazione dei piani per la costruzione di una nuova cattedrale, più grande e adatta al ruolo di principale edificio di culto della capitale. A realizzare il progetto fu chiamato l'architetto militare Pascual Urdapilleta, la cui opera sarà successivamente affiancata da quella dell'italiano Carlo Zucchi, di Patricio Aquino e di Tomás Berges. A testimonianza della commissione governativa dell'opera vi è lo stemma del Paraguay in rilievo sulla parte superiore della facciata. Fu consacrata il 27 ottobre 1845 dal Vicario Generale Monsignor Pedro José Moreno senza essere ancora terminata.

## Descrizione
La cattedrale presenta una pianta rettangolare, con gli interni suddivisi in tre navate. La pala dell'altare maggiore, in legno e policroma, apparteneva alla Chiesa dei Francescani.